# Mărunței
Mărunței là một xã thuộc hạt Olt, România. Dân số thời điểm năm 2002 là 4485 người.